# Vladislav Kondratovič
Vladislav Kondratovič (polnisch Władysław Kondratowicz; * 25. Februar 1972 in Nemėžis, Rajongemeinde Vilnius) ist ein litauischer Politiker polnischer Herkunft.

## Leben
Nach dem Abitur an der Mittelschule  absolvierte Vladislav Kondratovič von 1997 bis 2002 das Bachelorstudium der Business Administration an der Fakultät für Wirtschaftsmanagement der Gedimino technikos universitetas in der litauischen Hauptstadt Vilnius. Von 1992 bis 1993 arbeitete er bei AB „Nemenčinės statyba“, von 1994 bis 1998 und von  1999 bis 2001 bei UAB „Vokė-3“, von  1998 bis 1999 bei UAB „Virtuvės pasaulis“, und von 2001 bis 2006 bei UAB EAST TRADING COMPANY, von 2006 bis 2007 bei UAB „Buteka“, 2007 bei UAB „Elektromarkt“.
Von 2007 bis 2011 leitete er die Unterabteilung für Investitionen, von 2011 bis 2013 war er stellvertretender Administrationsdirektor der Rajongemeinde Vilnius.
2011 wurde Vladislav Kondratovič zum Mitglied im Rat der Rajongemeinde Vilnius ausgewählt. Von 2013 bis 2016 war er stellvertretender Verkehrsminister Litauens, Stellvertreter von Rimantas Sinkevičius (* 1952) im Kabinett Butkevičius. Von 2019 bis 2020 war er Vizeminister für Verkehr unter Jaroslavas Narkevičius im Kabinett Skvernelis, geleitet von Saulius Skvernelis. Von 2023 bis 2024 leitete er als Direktor die Verwaltung der Rajongemeinde Vilnius. Seit Dezember 2024 ist er Innenminister Litauens im Kabinett Paluckas unter Gintautas Paluckas, ernannt von Gitanas Nausėda.

## Auszeichnung
- 2010, Gediminas-Orden, Komandoro kryžius (für Entwicklung der sozialen Infrastruktur)